# سان بيدرو دي خوخوي (مدينة)
سان بيدرو دي خوخوي (بالإسبانية: San Pedro de Jujuy)‏ هي منطقة سكنية تقع في الأرجنتين في خوخوي (محافظة). يقدر عدد سكانها بـ 75,037 نسمة ومساحتها 2,150 كم2 وترتفع عن سطح البحر 587 متر.

## أعلام
- غوادالوبي بيريز روجاس